# Witold Biegański
Witold Biegański (ur. 14 stycznia 1925 w Czapielszczyźnie, zm. 15 listopada 1988 w Warszawie) – pułkownik dyplomowany Wojska Polskiego, profesor doktor habilitowany nauk humanistycznych, historyk wojskowości.

## Życiorys
Witold Biegański urodził się 14 stycznia 1925 roku w Czapielszczyźnie, w powiecie wilejskim, w rodzinie Antoniego, geodety. W latach 1938–1940 uczęszczał do Państwowego Gimnazjum Ogólnokształcącego w Wilejce.
W lutym 1940 roku został deportowany wraz z rodziną na Ural. Początkowo pracował przy wyrębie lasu. W 1942 roku był zatrudniony w Rajpromkombinacie w charakterze stolarza, a następnie w sowchozie „Rewda”. W marcu 1943 roku został przeniesiony do kołchozu „Sałabajewka” w Krasnoufimsku.
1 września 1943 roku został wcielony do Armii Czerwonej i przydzielony do 966 pułku strzelców. Pod koniec października 1943 roku, za zgodą radzieckich władz wojskowych, został przeniesiony do 3 Dywizji Piechoty imienia Romualda Traugutta i przydzielony do szkoły podoficerskiej. Po ukończeniu szkoły został przydzielony do 7 pułku piechoty i wyznaczony na stanowisko dowódcy drużyny w kompanii rusznic przeciwpancernych. Wziął udział w walkach na przyczółku magnuszewskim oraz czerniakowskim. W październiku 1944 roku został przeniesiony do Oficerskiej Szkoły Piechoty nr 2 w Lublinie.
W lutym 1945 roku, po ukończeniu szkoły oficerskiej i awansie na podporucznika, został przydzielony do 6 zapasowego pułku piechoty na stanowisko dowódcy kompanii. Następnie pełnił służbę w 39 pułku piechoty i w Marynarce Wojennej. W marcu 1947 roku, po ukończeniu kursu dowódców kompanii w Centrum Wyszkolenia Piechoty w Rembertowie i awansie na kapitana, został przeniesiony do 18 pułku piechoty na stanowisko dowódcy kompanii. Na czele dowodzonego pododdziału wziął udział w akcji „Wisła” na Rzeszowszczyźnie. W 1948 roku został przeniesiony do Komendy Wojewódzkiej Powszechnej Organizacji „Służba Polsce” w Szczecinie na stanowisko oficera szkoleniowego. W następnym roku został przeniesiony do Komendy Głównej Powszechnej Organizacji „Służba Polsce” w Warszawie, gdzie zajmował się sprawami personalnymi.
W 1950 roku złożył maturę w Liceum imienia Reytana w Warszawie. W tym samym roku powrócił do wojska i został skierowany do Wyższej Szkoły Piechoty w Rembertowie, w charakterze słuchacza. Po ukończeniu szkoły został przydzielony do Głównego Inspektoratu Wyszkolenia Bojowego (od 1952 roku – Główny Zarząd Wyszkolenia Bojowego), w którym przez pięć kolejnych lat pełnił służbę na stanowisku pomocnika szefa Wydziału Szkół i Kursów Oficerskich. W latach 1950–1953 szefem tego wydziału był Wojciech Jaruzelski. W 1956 roku powrócił do Rembertowa, w charakterze słuchacza Akademii Sztabu Generalnego. 
W 1959 roku, po ukończeniu akademii, został przydzielony do Wojskowego Instytutu Historycznego. W 1962 roku uzyskał, w systemie zaocznym, dyplom Wojskowej Akademii Politycznej i tytuł magistra historii. W 1967 roku obronił pracę zatytułowaną Wysiłek zbrojny emigracji polskiej we Francji 1939–1940 i otrzymał tytuł doktora nauk humanistycznych. W 1974 roku na podstawie oceny ogólnego dorobku naukowego i przedłożonej rozprawy habilitacyjnej pod tytułem Finał dziwnej wojny. Studium o kampanii francuskiej 1940 roku uzyskał stopień naukowy doktora habilitowanego nauk humanistycznych i tytuł docenta. W tym samym czasie kierował Zakładem II Wojny Światowej WIH. W 1984 roku został mianowany profesorem nadzwyczajnym nauk humanistycznych oraz powierzono mu obowiązki zastępcy komendanta Wojskowego Instytutu Historycznego. W 1970 wszedł w skład Komitetu Redakcyjnego i był redaktorem naukowym Encyklopedii II wojny światowej, wydanej nakładem Wydawnictwa MON w 1975 roku. Był także członkiem Komitetu Redakcyjnego redagowanego przez 10 lat polskiego wydania 12-tomowej radzieckiej "Historii II wojny światowej 1939-1945".
Specjalizował się w dziejach Polskich Sił Zbrojnych na Zachodzie. 
W czerwcu 1988 powołany w skład Rady Ochrony Pamięci Walk i Męczeństwa.
Zmarł w listopadzie 1988 roku podczas operacji serca.

## Wybrane publikacje
- Szczurami Tobruku ich zwali. Z dziejów walk polskich formacji wojskowych w Afryce Północnej w latach 1941–1943, Ludowa Spółdzielnia Wydawnicza, Warszawa 1988.
- Sekwana-Ren, Krajowa Agencja Wydawnicza, Warszawa 1988.
- Ankona, Książka i Wiedza, Warszawa 1986.
- Bolonia, Wydawnictwo Ministerstwa Obrony Narodowej, Warszawa 1986.
- Polski czyn zbrojny w II wojnie światowej, tom II Walki formacji polskich na Zachodzie 1939–1945, Wydawnictwo Ministerstwa Obrony Narodowej, Warszawa 1981 (redaktor naukowy)
- Polski czyn zbrojny w II wojnie światowej, tom I Wojna obronna Polski 1939, Wydawnictwo Ministerstwa Obrony Narodowej, Warszawa 1979.
- Narwik, Krajowa Agencja Wydawnicza, Warszawa 1979.
- W konspiracji i w walce. Z kart polskiego ruchu oporu we Francji 1940–1944, Wydawnictwo Ministerstwa Obrony Narodowej, Warszawa 1979.
- Zaczęło się w Coëtquidan. Z dziejów polskich jednostek regularnych we Francji, Wydawnictwo Ministerstwa Obrony Narodowej, Warszawa 1977.
- Arnhem, Książka i Wiedza, Warszawa 1975 i 1977.
- Finał dziwnej wojny. Studium o kampanii francuskiej 1940 roku, Wydawnictwo Ministerstwa Obrony Narodowej, Warszawa 1970.
- Krótki Informator Historyczny o Wojsku Polskim w latach II wojny światowej, cz. 5 „Regularne jednostki Wojska Polskiego na Zachodzie. Formowanie, działania bojowe, organizacja, metryki dywizji i brygad”, Wydawnictwo Ministerstwa Obrony Narodowej, wyd. II, Warszawa 1967 i 1973.
- Polacy w bitwie Narwik, Interpress, Warszawa 1969 i 1971.
- Wojsko Polskie we Francji 1939–1940, Wydawnictwo Ministerstwa Obrony Narodowej, Warszawa 1967.

## Ordery i odznaczenia
- Krzyż Oficerski Orderu Odrodzenia Polski
- Krzyż Kawalerski Orderu Odrodzenia Polski
- Krzyż Walecznych
- Złoty Krzyż Zasługi
- Medal „Za Warszawę”
- Medal „Za udział w walkach o Berlin”
- Medal „Zwycięstwa i Wolności”
- Brązowy Medal „Za zasługi dla obronności kraju” (1967)[4]